# Чемпионат Европы среди шашечных клубов 2000
II чемпионат Европы среди шашечных клубов (Кубок Европейских чемпионов) прошёл 16-19 августа 2000 года в городе Велп (Нидерланды). Турнир проходил по олимпийской системе.
Победила команда клуба «Нефтяник» в составе: В.Мильшин, А.Георгиев, А.Гетманский, М.Амриллоев. Вторая — Hiltex (Нидерланды).
Финал
1-й раунд. Нефтяник — Hiltex (Нидерланды) 4:4
Бастианнет-Амриллоев 1:1
Просман-Георгиев 0:2
Гертсен-Мильшин 1:1
Клерк-Гетманский 2:0
2-й раунд. Hiltex — Нефтяник 4:4
Гетманский-Клерк 1:1
Георгиев-Просман 1:1
Амриллоев-Бастианнет 1:1
Мильшин-Гертсен 1:1
В 3-м дополнительном раунде с укороченным контролем времени была одержана победа со счетом 5:3 (выиграл Мильшин, остальные сыграли вничью).
| Место | Клуб             | Страна     |
| ----- | ---------------- | ---------- |
| 1     | Нефтяник         | Россия     |
| 2     | Hiltex           | Нидерланды |
| 3     | Witte van Moort  | Нидерланды |
| 4     | Motor-Sitch      | Украина    |
| 5     | NCDC             | Беларусь   |
| 6     | Motorola         | Латвия     |
| 7     | Dama ir Karalius | Литва      |
| 8     | Lokator          | Польша     |